# أيبيريا (شركة طيران)

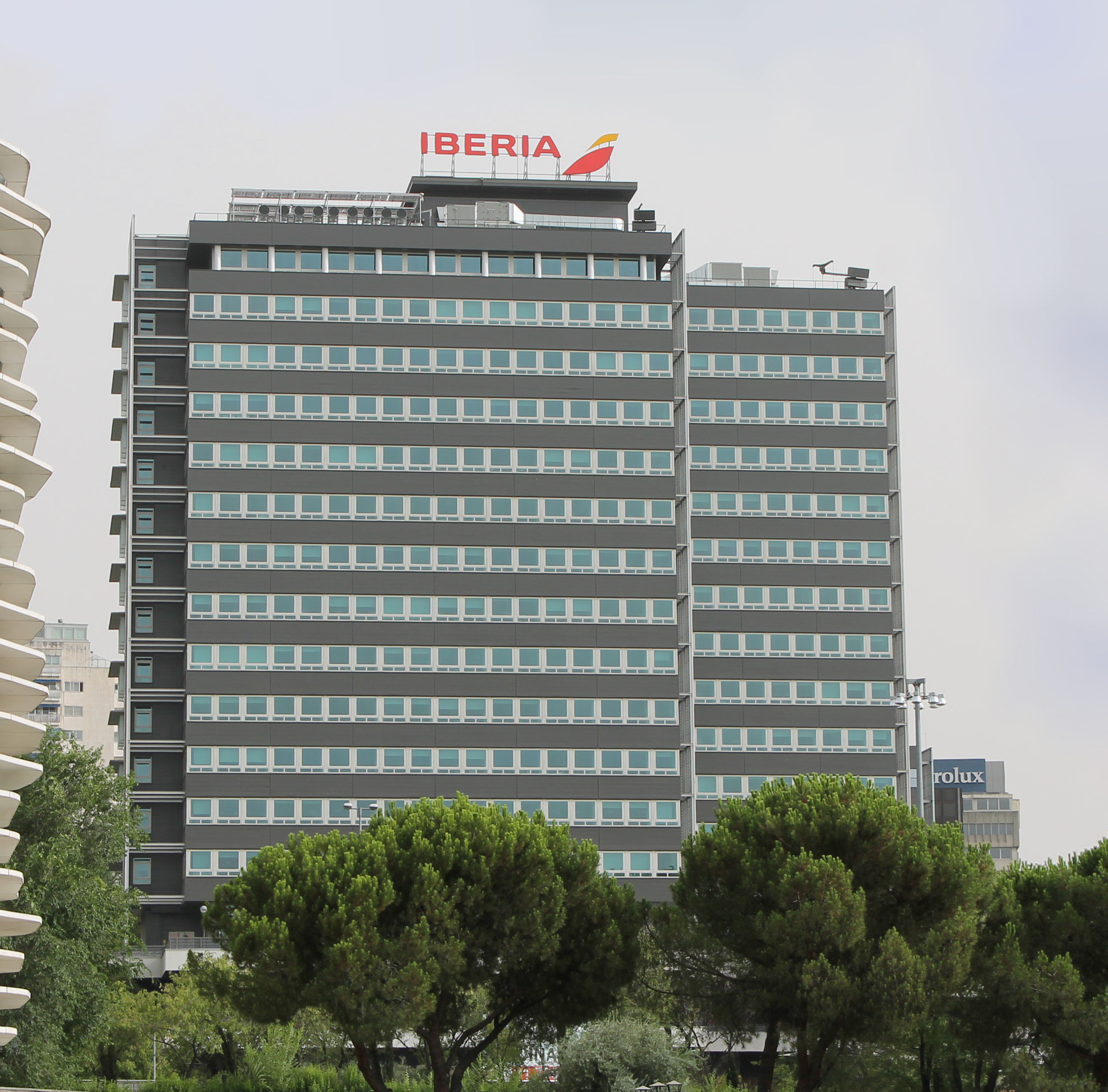
المقر الرئيسي للشركة

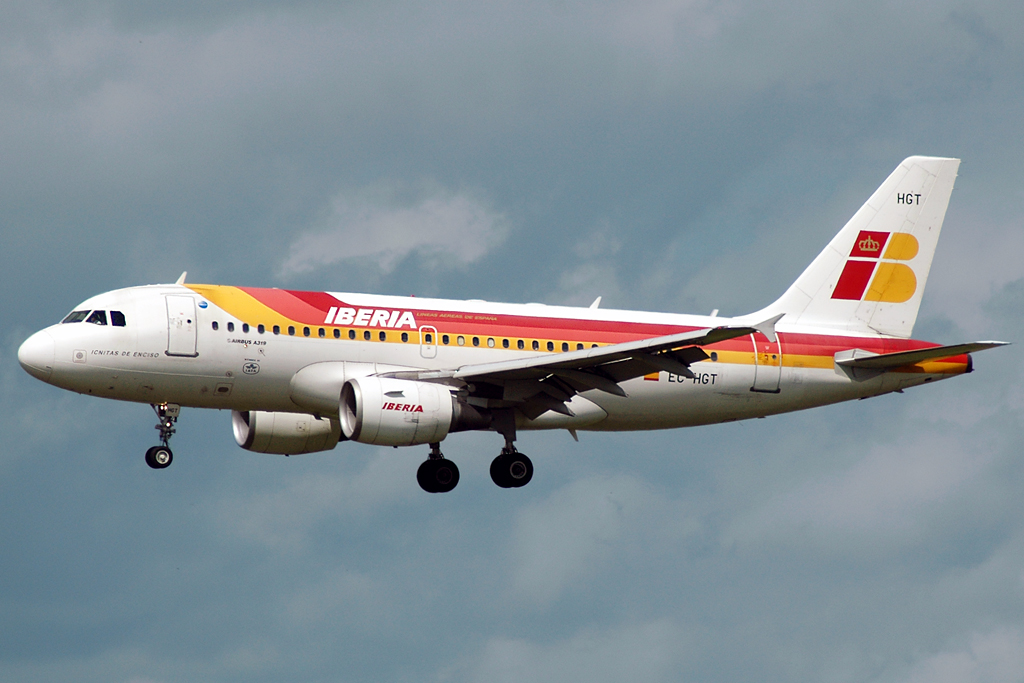
طائرة إيرباص إيه 320

الخطوط الجوية الأيبيرية أو أيبيريا (بالإسبانية: Iberia) هي شركة الطيران الرسمية الإسبانية، يقع مقرها الرئيسي في العاصمة مدريد وتتخذ من مطار مدريد الدولي مركزاً لعملياتها بالإضافة لمركزها الثاني في مطار برشلونة الدولي، وتقدم الشركة خدماتها لأكثر من 109 وجهة في 39 دولة، و90 وجهة أخرى من خلال اتفاقيات مشاركة الرمز مع شركات طيران أخرى. وتعتبر أيبيريا عضو في تحالف عالم واحد.
هي واحدة من أقدم شركات الطيران في العالم، شركة الطيران الرابعة في أوروبا من حيث عدد المسافرين وهي شركة الطيران الرائدة في حركة المسافرين بين أوروبا وأمريكا الجنوبية، وهي مدرجة في بورصة لندن منذ أبريل 2001. أكدت الخطوط الجوية البريطانية وأيبيريا في 8 أبريل 2010 أنهما قد وقعتا اتفاقية للاندماج، مما جعلهما ثالث أكبر شركة طيران تجارية في العالم من حيث الإيرادات. وافق مساهمو كلتا الناقلتين على الصفقة في 29 نوفمبر 2010. تأسست الشركة المندمجة حديثًا، والمعروفة باسم مجموعة الخطوط الجوية الدولية (IAG) في يناير 2011، على الرغم من استمرار شركتي الطيران في العمل تحت علامتهما التجارية الخاصة.

## الوجهات

### اتفاقية الرمز المشترك
اعتبارًا من يونيو 2021، لدى أيبيريا اتفاقية الرمز المشترك مع الشركات التالية:
- الخطوط الجوية الأمريكية
- أفيانكا
- الخطوط الجوية البريطانية
- طيران بلغاريا
- خطوط كوبا الجوية
- الخطوط الجوية التشيكية
- Evelop Airlines
- فين إير
- الخطوط الجوية اليابانية
- لاتام البرازيل
- خطوط لان الجوية
- لاتام الإكوادور
- الخطوط الملكية المغربية
- الملكية الأردنية
- خطوط إس سفن
- الخطوط الجوية الدولية الأوكرانية
- خطوط فيولينغ الجوية

## الأسطول

### الأسطول الحالي

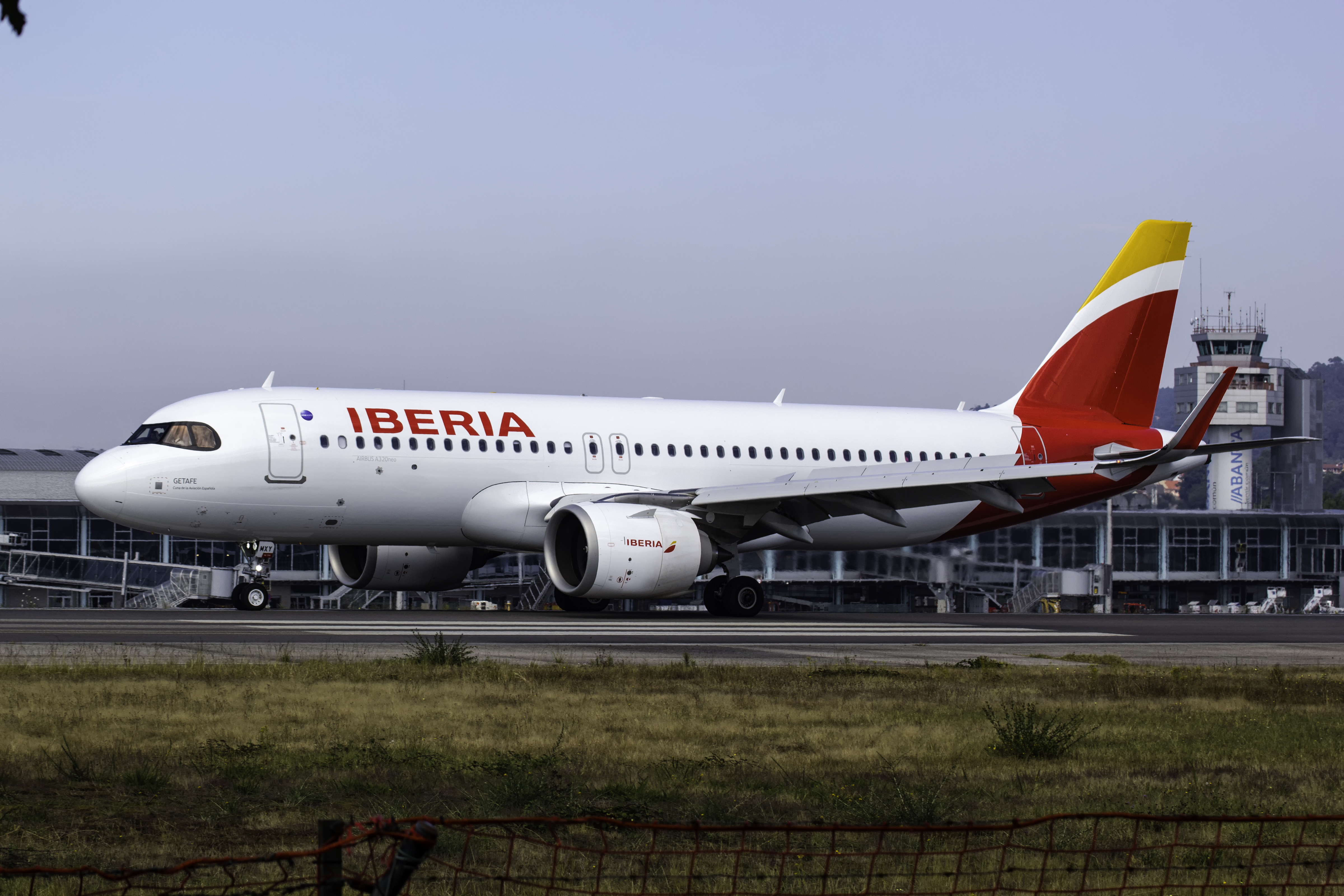
إيرباص إيه 320 نيو تابعة للشركة

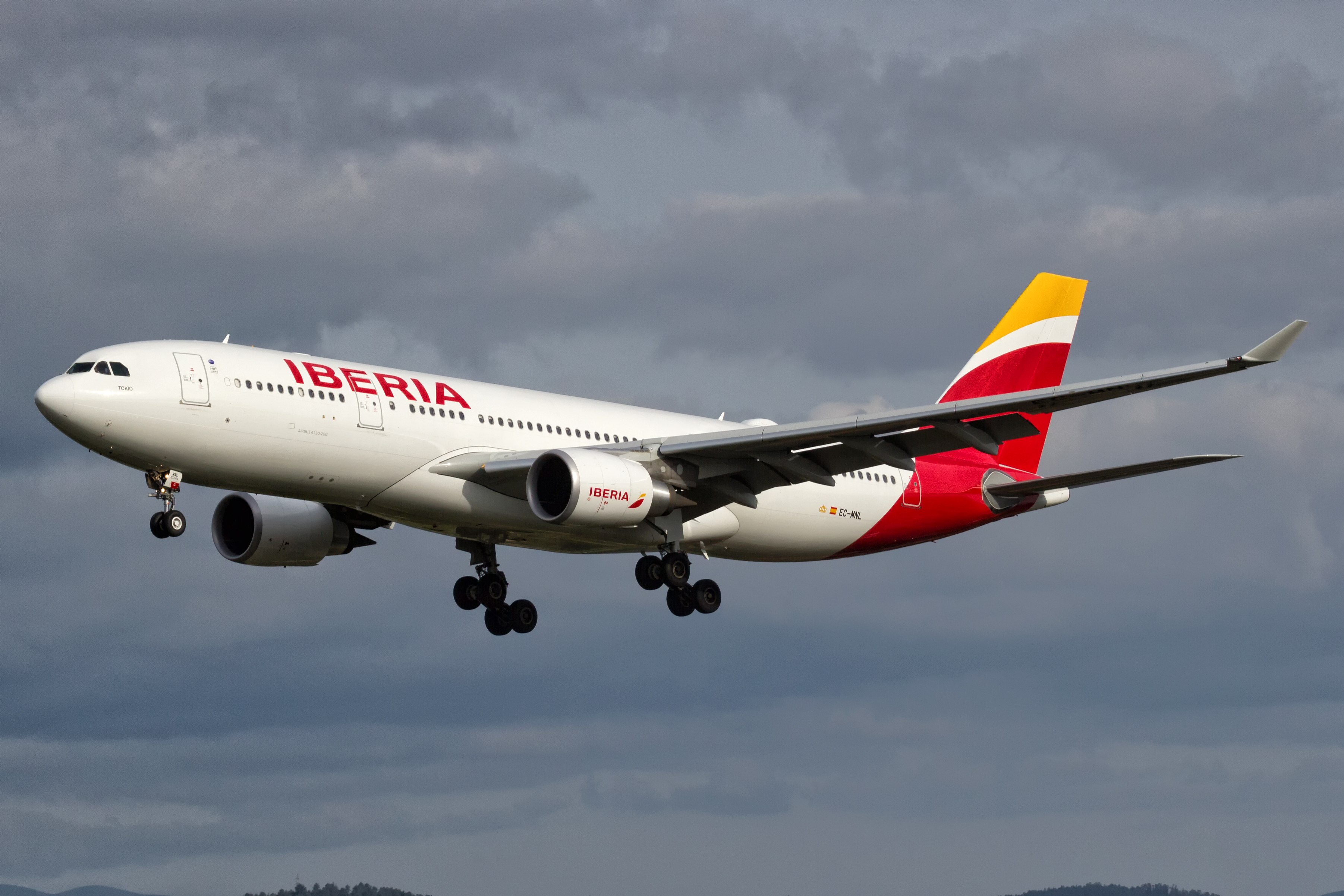
طائرة إيرباص إيه 330-200

اعتبارًا من سبتمبر 2022، تشغل شركة أيبيريا (باستثناء شركتي نوستروم إير وأيبيريا أكسبريس التابعة لها) أسطولًا من طائرات إيرباص يتألف من الطائرات التالية:
| الطائرة                  | في الخدمة | مطلوبة | الركاب       | الركاب            | الركاب     | الركاب     | ملاحظات                                                               |
| الطائرة                  | في الخدمة | مطلوبة | رجال الأعمال | السياحية المتميزة | السياحية   | المجموع    | ملاحظات                                                               |
| ------------------------ | --------- | ------ | ------------ | ----------------- | ---------- | ---------- | --------------------------------------------------------------------- |
| إيرباص إيه 319           | 6         | —      | 14           | —                 | 108        | 122        |                                                                       |
| إيرباص إيه 319           | 6         | —      | —            | —                 | 141        | 141        |                                                                       |
| إيرباص إيه 320           | 13        | —      | 18           | —                 | 144        | 162        |                                                                       |
| إيرباص إيه 320 نيو       | 13        | 9      | —            | —                 | 186        | 186        |                                                                       |
| إيرباص إيه 321           | 11        | —      | 50           | —                 | 124        | 174        |                                                                       |
| إيرباص إيه 321 إكس إل أر | —         | 8      | يعلن لاحقًا   | يعلن لاحقًا        | يعلن لاحقًا | يعلن لاحقًا | يبدأ التسليم في 2023                                                  |
| إيرباص إيه 330           | 18        | —      | 19           | —                 | 269        | 288        | ستحول 3 طائرات إيرباص إيه 330 إم آر تي تي إلىالقوات الجوية الإسبانية. |
| إيرباص إيه 330           | 8         | —      | 29           | 21                | 242        | 292        |                                                                       |
| إيرباص إيه 350           | 16        | 4      | 31           | 24                | 293        | 348        | تشمل EC-NXD، طائرة إيرباص إيه 350 رقم 500.                            |
| المجموع                  | 82        | 21     |              |                   |            |            |                                                                       |

### الأسطول التاريخي

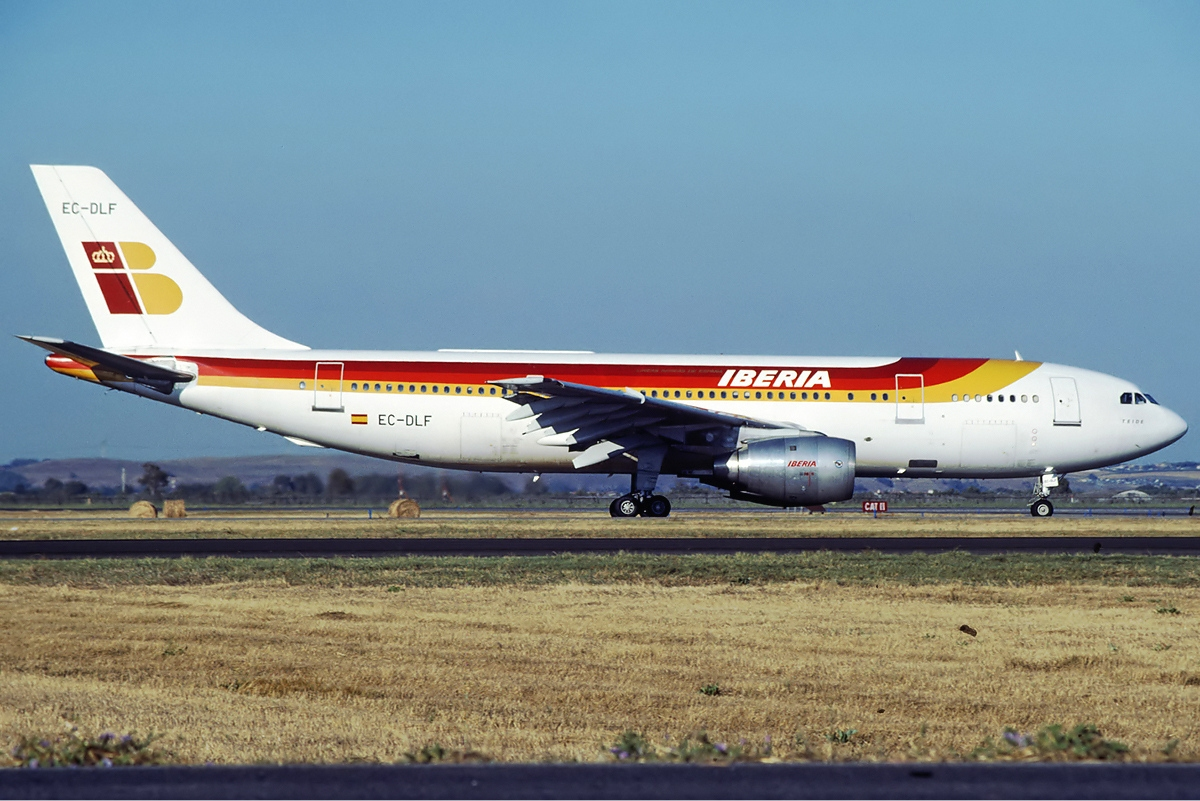
طائرة إيرباص إيه 300

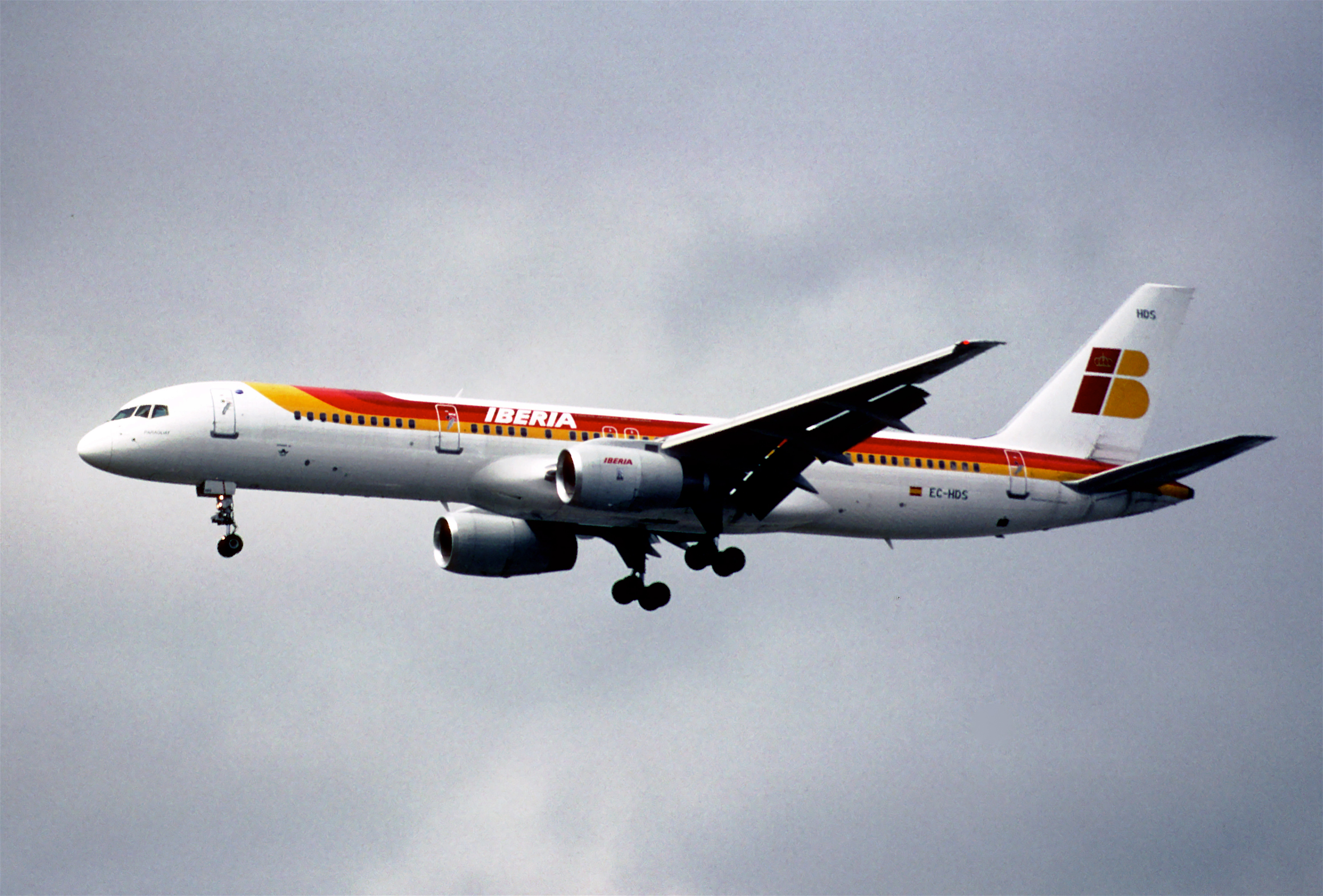
طائرة بوينغ 757

على مر السنين، قامت شركة أيبيريا بتشغيل أنواع الطائرات التالية:
| الطائرة                       | أدخلت | سحبت |
| ----------------------------- | ----- | ---- |
| إيرباص إيه 300                | 1981  | 2002 |
| إيرباص إيه 340-300            | 1996  | 2016 |
| إيرباص إيه 340-600            | 2003  | 2020 |
| بوينغ 727                     | 1972  | 2001 |
| بوينغ 737-300                 | 1988  | 1990 |
| بوينغ 737-400                 | 1998  | 2001 |
| بوينغ 747-100                 | 1970  | 1981 |
| بوينغ 747-200                 | 1972  | 2005 |
| بوينغ 747-300                 | 2000  | 2005 |
| بوينغ 747-400                 | 2004  | 2006 |
| بوينغ 757-200                 | 1993  | 2008 |
| بوينغ 767                     | 1998  | 2002 |
| بريستول 170                   | 1953  | 1963 |
| كونفير سي في -240             | 1957  | 1972 |
| دي هافيلاند دراغون رابيد      | 1934  | 1953 |
| دورنير دو جيه                 | 1935  | 1936 |
| Douglas DC-1                  | 1938  | 1940 |
| دوغلاس دي سي-2                | 1935  | 1946 |
| دوغلاس دي سي-3                | 1944  | 1973 |
| دوغلاس دي سي-4                | 1946  | 1968 |
| دوغلاس دي سي-8                | 1961  | 1983 |
| ماكدونل دوغلاس دي سي-9        | 1967  | 2001 |
| فوكر إف 28 فلوشيب             | 1970  | 1975 |
| فورد ثلاثية المحرك            | 1930  | 1946 |
| Junkers G 24                  | 1929  | 1936 |
| يونكرز يو 52                  | 1937  | 1957 |
| لوكهيد إل-1011 تراي ستار      | 1997  | 1998 |
| لوكهيد إل-1049 سوبر كونستليشن | 1954  | 1966 |
| ماكدونل دوغلاس دي سي-10       | 1973  | 2000 |
| ماكدونل دوغلاس إم دي-87       | 1990  | 2008 |
| ماكدونل دوغلاس إم دي-88       | 1999  | 2008 |
| Rohrbach Ro-VIII Roland ‏      | 1927  | 1929 |
| أس اي 161 لانغدوك             | 1952  | 1960 |
| سود أفياسيون كارافيل          | 1962  | 1987 |

## وصلات خارجية
- الموقع الرسمي للشركة (بالإنجليزية)
- تفاصيل أسطول الخطوط الجوية الأيبيرية (بالإنجليزية)